# Numerus Campestrorum
Der Numerus Campestrorum (deutsch Numerus Campestrorum) war eine römische Auxiliareinheit. Sie ist durch eine Inschrift belegt.

## Namensbestandteile
- Campestrorum: Derzeit kann der Name weder von einem Ort noch von einem Volksstamm hergeleitet werden.[1][A 1]

## Geschichte
Der Numerus ist durch die Inschrift (CIL 3, 1607) belegt, die bei Potaissa im heutigen Rumänien gefunden wurde und die auf das 2./3. Jahrhundert n. Chr. datiert ist. Aufgrund des Fundortes des Grabsteins wird allgemein vermutet, dass die Einheit in der Provinz Dacia stationiert war.

## Standorte
Standorte des Numerus in Dacia sind nicht bekannt.

## Angehörige des Numerus
Ein Angehöriger des Numerus, Valerius Lo[ng]inus, ein Veteran, ist durch die Inschrift (CIL 3, 1607) bekannt.